# Paralicella caperesca
Paralicella caperesca är en kräftdjursart som beskrevs av Shulenberger och Barnard 1976. Paralicella caperesca ingår i släktet Paralicella och familjen Lysianassidae. Inga underarter finns listade i Catalogue of Life.